# 雪芙菈·奥斯曼
雪芙菈·奥斯曼（1989年11月10日—），暱稱Rara（菈菈），马来西亚政治人物，民主行动党中委。2022年12月起，她担任文冬国会议员，成为行动党首位巫裔女性国会议员。她曾于2018年5月至2022年11月担任吉打里的彭亨州议会成员，也是前任民主行动党青年团署理团长。

## 生平

### 早期生活和教育
雪芙菈于1989年11月10日出生自霹雳州红土坎，其家庭成员都具有政治背景。父亲是一名政府公务员，母亲是一名家庭主妇，两人同样是伊斯兰党的积极支持者。她家中总共有7个孩子，雪芙菈在家里孩子排名第6，也是唯一的女儿。雪芙菈在文冬和吉隆坡各有房子，而她的父母居住在马六甲。
雪芙菈在雪兰莪双溪毛糯班达峇鲁国立中学接受教育。之后在吉隆坡Windfield国际学院毕业于护理专业，并获得护理系学士资格。
雪芙菈结过两次婚。她于2016年9月24日与投资经理莫哈末·马梳·阿都拉（Mohd Masyhur Abdullah）结婚。两人是在2014年的吉兰丹洪灾中作为志愿者而相识，后者也是民主行动党成员。2019年3月7日两人宣告离婚。然后她于2021年4月9日与商人莫哈末·埃德林·诺丁（Muhammad Edrin Nordin）结婚。其丈夫是吉兰丹人，没有政党背景，他是一名单亲爸爸，育有一名年幼的女儿。2022年11月10日，他在参与第15届大选期间宣布已怀孕8个星期的婴儿流产。

### 职业生涯
在涉足政界之前，雪芙菈曾担任私人护士一年。在完成护士职业生涯后，她在本查阿南开设了一家专注于拔罐和针灸替代疗法的私人诊所，之后投身于政治活动。
雪芙菈的政治生涯始于民间运动，她经常参与一系列的示威活动，为争取公平和廉洁选举等问题、石油和通行费等人民经济问题、反对盗贼政权等问题而斗争。她曾于2015年在格拉那再也海关总署大楼参与拒绝政府征收商品及服务税（GST）静坐示威期间，被八打灵再也地区警方根据《防暴法令》和《公众集会法令》逮捕，并透过WhatsApp发布警方对示威者进行严厉的逮捕行为。她同时也是一名积极的社会活动家，包括在2014–2015年马来西亚洪灾期间担任马来西亚青年团结阵线（SAMA）协调员和参与公益厨房组织。
雪芙菈于2014年7月正式提交入党申请表成为民主行动党的成员，开始了她的政治生涯。而在参政之前，雪芙菈本人在社交平台上已颇有名气，并在净选盟集会中成为社交媒体焦点逐渐打出知名度。期间她曾担任行动党的全国妇女事务助理秘书和宣传秘书。在入党两年后，他于2015年受委雪兰莪州加影市议员，同时担任行动党的全国妇女事务助理秘书。她也被委任为雪兰莪州杜顺大州议席协调官。他在政治舞台上为之奋斗的问题包括无家可归者和单身母亲的问题。

### 彭亨州议员（2018一2022）
在2018年第14届马来西亚大选期间，雪芙菈代替行动党原任州议员李政贤，负责在彭亨州议会的N34吉打里州议席守土。李政贤则被转移到同一选区文冬下的N33美律区州议席与马华青年团长浦文雄竞争。雪芙菈是行动党在选举中派遣10名巫裔候选人之一，并以善用社交媒体贴近选民而知名。雪芙菈以3,710选票的多数票击败国阵民政党候选人刘开强和伊斯兰党候选人罗斯兰·伊沙（Roslan Md Esa）获得胜利。她从7月2日正式开始作为彭亨州议会的新成员宣誓就职。
2022年3月行动党党选中，她中选为行动党中委，同时也获选为社青团署理团长，是她8年从政生涯的一个新里程碑。

### 国会议员（2022年至今）
2022年10月14日，为了迎接即将举行的全国大选，彭享州率先同意解散州议会。她在11月19日投票前继续留任看守议员。在第15届全国大选竞选中，她受委取替原任行动党国会议员黄德，负责上阵P083文冬国会议席。黄德则以独立候选人的身份参选同样选区。雪芙菈最终在5角战中以692张多数票取胜，为行动党惊险守住文冬议席。

## 轶事
雪芙菈的姓氏Young取自于霹雳州口音的Yong。
雪芙菈在2018年全国大选中曾被媒体列入全国十大美女候选人，同时也是选举中最年轻（29岁）的候选人之一而受到注目。
雪芙菈对于消防员很感兴趣，曾表示如果不是选择做护士和政治家，她可能会成为一名消防员。
雪芙菈拥有两辆汽车，分別福士伟根和宝腾，车牌号码为「RAR 4」和「RAR 4089」。前辆曾因为车牌号码不符合马来西亚陆路交通局的法定规格而接获罚单，后车牌问题已解决。

## 社会事件

### 骚扰与歧视
雪芙菈以巫裔身份选择加入民主行动党以后，她面对社会的严厉批评。2014年她初出茅庐时，行动党的官方网站《RoketKini》使用了马来俚语「Awek cun」，引起了一些巫裔社群对该党性别歧视的攻击，并对她的入党决定产生不满。此外，她也成为一些别有居心人士的攻击目标，包括其照片、名字和联络号码曾被恶搞为按摩女郎的联络方式、身穿紧身马来装在斋戒月市集派发蜜枣，并把照片放上社交媒体时，也被网友以言语性骚扰；曾在社交媒体发表「苏丹非上苍」的言论，也让她饱受攻击。
雪芙菈在2014年接受《星报》专访中被问及为何决定加入行动党时称，是因为该党拒绝种族政治，主张人人平等，无论对任何种族或宗教都保持开放。并补充说，她也想尝试一些新事物，并想借此机会结交其他种族的朋友。她也表示，自从加入行动党以来，一些非政府组织例如马来西亚穆斯林联盟公开批评她的决定，作为巫统成员的弟弟更对她生气了两天，她与最好的朋友也关系恶化。她指出对待种族歧视的评论的方法就是置之不理。

### 违反防疫规定
2020年11月9日，雪芙菈被发现在雪兰莪实施行动管制令（MCO）期间，她在Instagram社交媒体上传她与朋友在安邦峇眼拉浪海滩上举行生日派对与野餐的照片，但没有遵守SOP而被网民举报。雪兰莪自10月14日起开始实施除了工作事务和紧急情况外，禁止州与地区之间的流动，包括禁止野餐活动。安邦警方对此收到两份关于她涉嫌违反SOP的举报。雪芙菈在网民指责她违反雪兰莪州的行动管制令后删除了照片，并在Twitter发文道歉和解释虽然她是彭亨州的议员，但她是雪兰莪州的居民，本身沒有滥用权力，会准备接受调查。隔日，雪芙菈再次为违反行动管制令的事情二度道歉，并在朋友和律师的陪同下前往雪邦警察总部录供和将后续行动交予警方和检察官决定。11月17日，她在缴付1,000令吉的罚款后结束事件，并再次为本身的错误行为向彭亨州议会与民众道歉。

## 争议

### 涉嫌发表煽动性帖子
2015年8月，雪芙菈因涉嫌在2014年发文侮辱苏丹，而受到警方援引《1948年煽动法令》传召讯问，作为其发表煽动性的帖子调查的一部分。据其代表律师哥宾星表示，由于雪芙菈的地址资料不完整，警方才会在相隔一年后对她发起调查。不过警方表示调查工作只是被推迟，否认在一年内无法找到她。雪芙菈其后与民主行动党同僚召开记者会，并解释说她因为政治活动家阿里·阿都·加里尔和法律讲师阿兹米·沙隆的问题而在去年9月在其社交媒体上发布了#Sultanbukantuhan标签的帖子，但被巫统的网络部队指责她侮辱了苏丹。民主行动党对此发文呼吁警方应专注同期与一个马来西亚发展有限公司丑闻（1MDB）的相关案件，而不是滥用职权只是针对和骚扰行动党活动人士。

## 选举成绩
| 年份 | 选区           | 候选人 | 候选人                  | 得票数 | 得票率 | 竞选对手                   | 竞选对手           | 得票数 | 得票率 | 总票数 | 多数票 | 投票率 |
| ---- | -------------- | ------ | ----------------------- | ------ | ------ | -------------------------- | ------------------ | ------ | ------ | ------ | ------ | ------ |
| 2022 | 彭亨 P089 文冬 |        | 雪芙菈·奥斯曼（行动党） | 25,075 | 37.62% |                            | 廖中莱（马华公会） | 24,383 | 36.58% | 66,657 | 692    | 76.57% |
| 2022 | 彭亨 P089 文冬 |        | 雪芙菈·奥斯曼（行动党） | 25,075 | 37.62% | 罗斯兰·哈山（土著团结党）  | 16,233             | 24.35% |        | 66,657 | 692    | 76.57% |
| 2022 | 彭亨 P089 文冬 |        | 雪芙菈·奥斯曼（行动党） | 25,075 | 37.62% | 黄德（独立人士）           | 798                | 1.20%  |        | 66,657 | 692    | 76.57% |
| 2022 | 彭亨 P089 文冬 |        | 雪芙菈·奥斯曼（行动党） | 25,075 | 37.62% | 卡里尔阿都哈密（独立人士） | 168                | 0.25%  |        | 66,657 | 692    | 76.57% |

| 年份 | 选区       | 候选人 | 候选人                 | 得票数 | 得票率 | 竞选对手               | 竞选对手        | 得票数 | 得票率 | 总票数 | 多数票 | 投票率 |
| ---- | ---------- | ------ | ---------------------- | ------ | ------ | ---------------------- | --------------- | ------ | ------ | ------ | ------ | ------ |
| 2018 | N34 吉打里 |        | 雪芙菈·奥斯曼 (行动党) | 9,873  | 51.17% |                        | 刘开强 (民政党) | 6,163  | 31.94% | 19,296 | 3,710  | 83.80% |
| 2018 | N34 吉打里 |        | 雪芙菈·奥斯曼 (行动党) | 9,873  | 51.17% | 罗斯兰·伊沙 (伊斯兰党) | 3,260           | 16.89% |        | 19,296 | 3,710  | 83.80% |

## 备注
1. ↑  「Awek cun」的意思是指年轻漂亮的女性，而「cun」是用来指具有吸引力。《RoketKini》在介绍雪芙菈的上下文中形容一名女性加入民主行动党提及了她的容貌，被视为是性别歧视。[23]